# Shirasaya
Una shirasaya (白鞘?), literalmente "funda blanca", aunque en este contexto, "blanca" significa sin decoración, es una hoja de espada japonesa consistente en una vaina o saya y una empuñadura o tsuka, empleadas cuando la hoja no va a ser utilizada por un tiempo y necesita ser almacenada.
Externamente no muestra ninguna característica destacable, salvo los necesarios mekugi-ana o agujeros en la empuñadura (ver katana) en los que asegurar la parte de la hoja que se encuentra dentro de la empuñadura, o nakago. En ocasiones se escribe en la saya información sobre la hoja, o sayagaki. 
La razón de ser de este montaje especializado de almacenamiento se debe a que la vaina empleada usualmente daña la hoja, ya que el lacado de la madera retiene humedad y facilita la corrosión.
Una shirasaya no está diseñada para ser usada en combate, ya que la ausencia de tsuba o guarda, así como de ito, las tiras trezadas de algodón, cuero o seda que facilitan el agarre, resultan serios inconvenientes frente a una katana real. Sin embargo, existió un tipo de espadas con estas carencias destinadas al combate, pasando por ser simples bastones, las shikomizue.

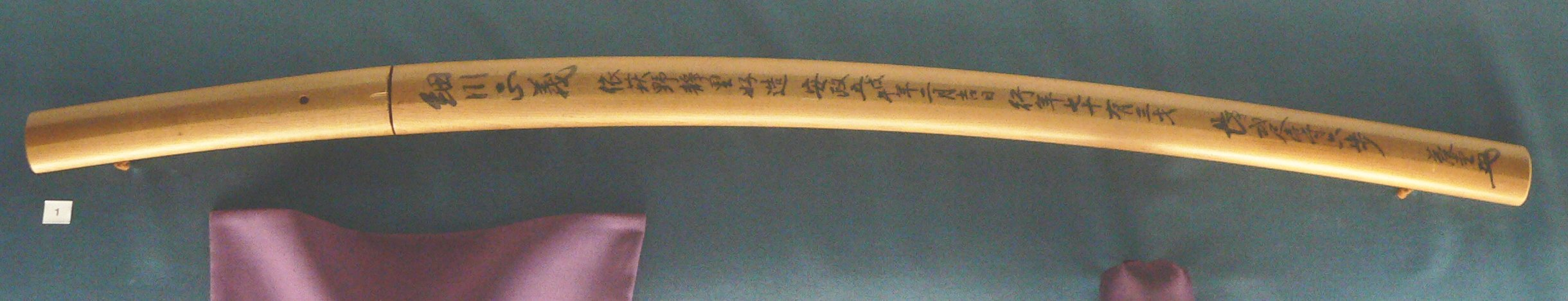
Ejemplo de shirasaya.